# Ernst Oppacher
Ernst Oppacher (* 8. Oktober 1892 in Meran, Südtirol; † im 20. Jahrhundert) war ein österreichischer Eiskunstläufer, der im Einzellauf startete.
Er nahm an internationalen Wettbewerben vor wie auch nach dem Ersten Weltkrieg teil. Bei der Weltmeisterschaft 1913 wurde er Fünfter und ein Jahr später bei Weltmeisterschaft wie auch Europameisterschaft Vierter. Medaillen gewann er aber erst nach der Weltkriegspause. Bei der Europameisterschaft 1922 errang er die Bronzemedaille hinter seinen Landsmännern Willy Böckl und Fritz Kachler. Dies gelang ihm auch bei der Weltmeisterschaft 1924 hinter Gillis Grafström und Böckl.
Ab den 1930er-Jahren lebte er in Düsseldorf. 1940 wurde er dort Prokurist der Firma Gebrüder Böhler & Co AG, in den 1950ern war er Direktor der Gebrüder Böhler Edelstahlwerke.

## Ergebnisse
| Wettbewerb / Jahr               | 1912 | 1913 | 1914 | 1921 | 1922 | 1923 | 1924 | 1925 | 1926 | 1927 |
| ------------------------------- | ---- | ---- | ---- | ---- | ---- | ---- | ---- | ---- | ---- | ---- |
| Weltmeisterschaften             |      | 5.   | 4.   |      |      | 4.   | 3.   | 4.   |      |      |
| Europameisterschaften           |      |      | 4.   |      | 3.   |      |      |      |      | 4.   |
| Österreichische Meisterschaften | 2.   | 2.   | 2.   | 1.   | 1.   | 2.   |      |      |      | 3.   |